# Tritonian Nash-Vegas Polyester Complex
Tritonian Nash-Vegas Polyester Complex — третий студийный альбом американского пост-панк-коллектива No Trend, изданный в 1986 году лейблом Touch and Go Records. Альбом продолжает экспериментальный путь группы, начатый в их предыдущем альбоме A Dozen Dead Roses. Релиз был настолько плохо встречен в американском андерграунде, что люди, купившие данный альбом, требовали возврата денег. В отличие от предыдущих релизов группы, Tritonian Nash-Vegas Polyester Complex в настоящее время доступен через цифровые магазины, такие как iTunes.

## Об альбоме
Запись
В отличие от предыдущих релизов коллектива, которые были изданы самостоятельно — на этот раз группа заключила контракт с Touch and Go Records.
Состав коллектива испытал очередную большую перестановку. Из предыдущего состава остались Ментжес и Эванжелиста (который отошёл от гитары к клавишным). В новый состав вошли два гитариста, басист, перкуссионист, ударник, виолончелист и духовая секция, состоящая из четырёх человек.
Музыка и тексты песен
Музыка коллектива стала более эклектичной: альбом сочетает в себе элементы джаза, фанка, прог-рока, лаунжа и «плохого метала». В частности, Артемий Троицкий утверждает, что группа исполняет «экстремальный» джаз-панк с элементами цирковой музыки. Ведущий вокал Джеффа Ментжеса, по словам рецензента из AllMusic, больше представляет собой «катарческие крики» и визг, нежели классическое пение.
Скоростная диссонантная джаз-композиция «Space Disco» со скулящим вокалом Ментжеса высмеивает людей, поддерживающих позицию Рональда Рейгана.
Блюзовая композиция «Fred Reality» содержит в себе наполненные сарказмом строки о ежедневных мучениях, сопровождающиеся саксофоном; позже группа переходит к гитаре, а Ментжес начинает пронзительно кричать. Особенностью другой блюзовой композиции («Cry of the Dirtballs») является вокал, представляющий собой неразборчивое мультяшное ворчание под аккомпанемент саксофона и гитары со стальной педалью.
Хардкор-композиция «Without Me» повествует о несчастной любви.
Фанк-композиция «Overweight Baby Boom Critter» с духовой секцией и рычащим вокалом также высмеивает сторонников Рейгана, как и «Space Disco».
Композиция «Angel Angel Down We Go» представляет из себя медленную гитарную метал-партию.

## Критика
Скотт Тилл из AllMusic присудил данному альбому четыре звезды из пяти. По его мнению, No Trend являются «убедительным примером» того, что «панк-рок может быть таким же многомерным, как и любой другой жанр», а не попросту состоять из шума и криков. Он считает, что несмотря на то, что музыка коллектива недотягивает до уровня Fishbone и Minutemen, они «всё равно дерзи и чудовищно захватывающие». По мнению рецензента, как только слушатель дойдёт до конца альбома, он будет желать о том, чтобы данный релиз переиздали.
По мнению Стюарта Грина из Exclaim!, данный релиз «ознаменовывает самый яркий момент коллектива». Он оценил CD-версию альбома: по его мнению, слушатель во время прослушивания релиза не поймёт, что данный альбом был записан в 1986 году.
Ян Маккалеб из Trouser Press назвал данный альбом «совершенно удивительным куском пластика, наполненным сюрпризами». Свою речь он закончил фразой «Найдите этот альбом и купите».
Артемий Троицкий присудил данному релизу шестнадцатое место в своём списке лучших альбомов 1986 года.
Однако альбом был плохо встречен обществом. По воспоминания участников группы, гастроли были мучением; люди требовали возврата денег. Также был случай, когда незнакомый коллективу человек подошёл к ним во время проверки звука и спросил: «Это правда ребята, что вы играете до тех пор, пока люди не выбьют из вас дерьмо?». Один из участников группы вспоминал, что люди приходили на их концерты, ожидая услышать злую, шумную и абразивную музыку, которая была характерна для раннего творчества коллектива.

## Список композиций
| №   | Название                       | Длительность |
| --- | ------------------------------ | ------------ |
| 1.  | «One Under Parr»               | 1:18         |
| 2.  | «Copperhead»                   | 2:08         |
| 3.  | «Without Me»                   | 3:30         |
| 4.  | «Fred Reality»                 | 3:04         |
| 5.  | «Space Disco»                  | 2:08         |
| 6.  | «Cry Of The Dirtballs»         | 4:35         |
| 7.  | «Angel Angel Down We Go»       | 4:56         |
| 8.  | «Overweight baby Boom Critter» | 2:14         |
| 9.  | «Choc-O-Jet»                   | 2:36         |
| 10. | «Freak»                        | 2:36         |
| 11. | «Pre Bel Rising»               | 1:36         |

## Участники записи
- Джефф Ментжес - вокал (указан как Клиф "Бейб" Онтейго)
- Ник Смайл - саксофон-альт
- Скотт Рафаль - саксофон-баритон
- Джонни Онтейго - саксофон-тенор, аранжировка духовых инструментов
- Пауль Гензи - труба
- Лейф - гитара
- Бобби Бердсонг - гитара
- Смоуки - бас-гитара
- Дин Эванжелиста - клавишные
- Рохелио Максвелл - виолончель
- Крис Пестелоцци - перкуссия
- Джеймс "Фазз" Питчи - ударные

### Производство
- Кен Мора - звукоинженер, микширование
- No Trend - музыка, микширование